# María Jesica Araceli Martínez Sthefani
María Jesica Araceli Martínez Sthefani (Argentina, Posadas, Misiones, 17 de setembro de 1992), conhecida como María Martínez, é uma jornalista, apresentadora de televisão, atriz e modelo argentina.
Em 2008 foi escolhida e coroada Miss Argentina, a sua participação em concursos internacionais foi limitada devido aos problemas legais das organizações que disputavam o título de Miss Argentina.
Em 2019 entrevistou o historiador argentino Alberto Lettieri na Rádio El Mundo. Em 2022 entrevistou o ex-secretário do Comércio Interno argentino Guillermo Moreno, e o ex-ministro da Economia e Obras Públicas, Julio de Vido. Em 2023 entrevistou o politólogo e antigo chefe do Gabinete de Ministros argentino Juan Manuel Abal Medina.

## Carreira
Martínez iniciou a sua carreira como modelo aos 14 anos. Estudou literatura na Universidade Nacional de Misiones. Em 2006 participou em Mulher Maravilha Colômbia. Foi modelo para empresas de Jeans nos Estados Unidos e na Colômbia.
Em 2012 e 2014, iniciou o jornalismo na rádio e na televisão. Foi apresentadora de televisão no Canal 4, Posadas, Argentina. Em 2019 foi jornalista na Rádio El Mundo, e atual jornalista na Rádio AMEP (ASSOCIAÇÃO METROPOLITANA DE EDITORES DE JORNAIS).
Em 2019 entrevistou o historiador argentino Alberto Lettieri. Em 2022 entrevistou o ex-secretário do Comércio Interno argentino, Guillermo Moreno, o advogado argentino, Jonathan Baldiviezo, e o ex-ministro da Economia e Obras Públicas, Julio de Vido. Em 2023 entrevistou o politólogo e ex-chefe de gabinete argentino Juan Manuel Abal Medina, o representante da organização social argentina Polo Obrero, Eduardo Belliboni, o sindicalista e político argentino Néstor Pitrola, o jornalista argentino e ex-mulher do político argentino Diego Santilli , Nancy Pazos, da política argentina e ex-deputada da Cidade de Buenos Aires, Vilma Ripoll, e do irmão da falecida modelo, e atriz argentina, Natacha Jaitt, Ulises Jaitt.
Em 2022, Martínez foi atriz na 2ª temporada da minissérie "Niñes mal", e interpretou Gia Bariochi, onde são expostas pessoas com orientações sexuais ou identidades de género GLBTI não maioritárias e os problemas mais comuns de abuso de drogas e substâncias tóxicas. , tráfico de droga e corrupção, executado pelo produtor venezuelano Carlos Daniel. Optou-se por expor a imagem da editora argentina Ciccus, incentivando a leitura em diversos formatos.